# The Swimming Party
The Swimming Party è un cortometraggio muto del 1912 prodotto dalla Kalem e diretto da Patrick C. Hartigan. Il nome del regista appare anche tra quello degli interpreti, a fianco di Edward Coxen, Ruth Roland e Marin Sais.

## Produzione
Il film, prodotto dalla Kalem Company, fu girato in California, a Santa Monica.

## Distribuzione
Distribuito dalla General Film Company, il film - un cortometraggio di 225 metri - uscì nelle sale cinematografiche USA il 7 febbraio 1912.
Nelle proiezioni, veniva programmato con il sistema dello split reel, accorpato in un'unica bobina con un altro cortometraggio prodotto dalla Kalem, il documentario Floral Parade at San Diego, Cal..